# Wolfenstein (computerspelserie)
Wolfenstein is een serie first-person shooters. Het intellectuele eigendom was tot 2009 eigendom van Activision; in 2009 vergaarde het moederbedrijf van Bethesda Softworks, ZeniMax Media, de rechten van de serie.

## Gameplay
De serie schietspellen draait voornamelijk om de protagonist B.J. Blazkowicz, die het opneemt tegen de asmogendheden, een alliantie voor en tijdens de Tweede Wereldoorlog. In latere spellen is er een alternatieve tijdstelling, waarin de nazi's de wereldoorlog hebben gewonnen.
Wat betreft gameplay draait het in eerdere spellen om stealth, in latere spellen is het first-person shooter-genre meer op de voorgrond.

## Spellen in de serie
| Jaar | Titel                            | Ontwikkelaar                                                        | Platform |
| ---- | -------------------------------- | ------------------------------------------------------------------- | --- |
| 1981 | Castle Wolfenstein               | Muse Software                                                       | Apple II-familie, Atari 8 bit-familie, Commodore 64, MS-DOS                                                                                             |
| 1984 | Beyond Castle Wolfenstein        | Muse Software                                                       | Apple II-familie, Atari 8 bit-familie, Commodore 64, MS-DOS                                                                                             |
| 1992 | Wolfenstein 3D                   | id Software                                                         | 3DO, Acorn Archimedes, Amiga 1200, Apple II-familie, Atari Jaguar, Game Boy Advance, NEC PC-9801, Mac OS X, MS-DOS, Super Nintendo Entertainment System |
| 1992 | Spear of Destiny                 | id Software                                                         | iOS, MS-DOS |
| 2001 | Return to Castle Wolfenstein     | Gray Matter Interactive, id Software, Nerve Software, Splash Damage | Linux, PlayStation 2, Windows, Xbox |
| 2003 | Wolfenstein: Enemy Territory     | id Software, Splash Damage                                          | Linux, Mac OS X, Windows |
| 2008 | Wolfenstein RPG                  | Fountainhead Entertainment, id Software                             | BREW, iOS, Java 2 Micro Edition |
| 2009 | Wolfenstein                      | Blur Studios, Endrant Studios, id Software, Raven Software          | PlayStation 3, Windows, Xbox 360 |
| 2014 | Wolfenstein: The New Order       | MachineGames                                                        | PlayStation 3, PlayStation 4, Windows, Xbox 360, Xbox One                                                                                               |
| 2015 | Wolfenstein: The Old Blood       | MachineGames                                                        | PlayStation 4, Windows, Xbox One |
| 2017 | Wolfenstein II: The New Colossus | MachineGames                                                        | PlayStation 4, Windows, Xbox One, Nintendo Switch |
| 2019 | Wolfenstein: Youngblood          | MachineGames, Arkane Studios                                        | PlayStation 4, Windows, Xbox One, Nintendo Switch |